# Erdölwirtschaft in Mexiko

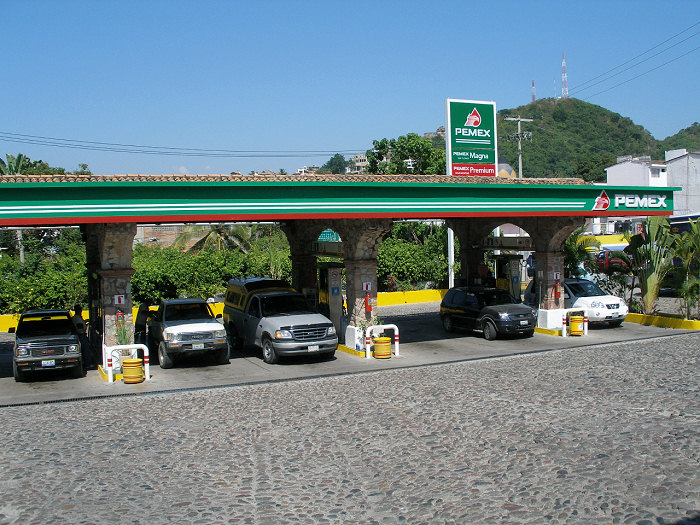
Tankstelle in Puerto Vallarta

Ölproduktion in Mexiko

Mexiko ist ein bedeutender Förderer von Erdöl und Öl-Exportnation. Mexiko ist kein Mitglied in internationalen Erdöl-Organisationen wie z. B. der OPEC.
Der Erdölsektor nimmt eine zentrale Rolle für die mexikanische Wirtschaft ein. Die Einnahmen aus dem Erdölexport belaufen sich auf  ca. 15 % der mexikanischen Exporterlöse, wiewohl der Anteil rückläufig ist. Die Einnahmen aus dem Erdölgeschäft (inkl. Steuern und direkter Zahlungen des staatlichen Mineralölkonzerns PEMEX) machen etwa 40 % der Staatseinnahmen aus.

## Geschichte
Die ersten Bohrungen nach Erdöl wurden bereits 1869 durchgeführt, erste Erdölfunde und der Beginn der mexikanischen Ölförderung datieren jedoch auf 1901. Die beiden Ölfelder Panuco-Ebano und Faja de Oro bei Tuxpán wurden bis 1910 erschlossen. Ab 1911 wurde Öl aus Mexiko exportiert.
Artikel 27 der mexikanischen Verfassung von 1917 gewährt der mexikanischen Regierung alle Rechte auf die unterirdischen Ölvorkommen. Dies führte zu Konflikten zwischen der mexikanischen Regierung und ausländischen, insbesondere US-amerikanischen Ölunternehmen bis in die dreißiger Jahre hinein. 1925 erließ Präsident Plutarco Elías Calles ein Dekret, nach dem ausländische Ölunternehmen ihre Ansprüche registrieren mussten und die Konzessionen wurden auf 50 Jahre begrenzt.
In den 1920er Jahren war Mexiko nach den USA der zweitgrößte Ölproduzent und weltgrößter Ölexporteur. Als Konsequenz der Weltwirtschaftskrise, dem Mangel an neuen Ölfunden, politische Instabilität und Venezuelas Aufstieg als attraktiverer Ölproduzent sank die Produktion in den frühen 1930er Jahren bis auf 20 % des Wertes von 1921. Die Produktion stieg wieder, als 1932 das Ölfeld Poza Rica in der Nähe von Veracruz gefunden wurde. Dieses Feld wurde zu Mexikos Hauptfördergebiet in den folgenden Jahrzehnten.

### Ölförderung

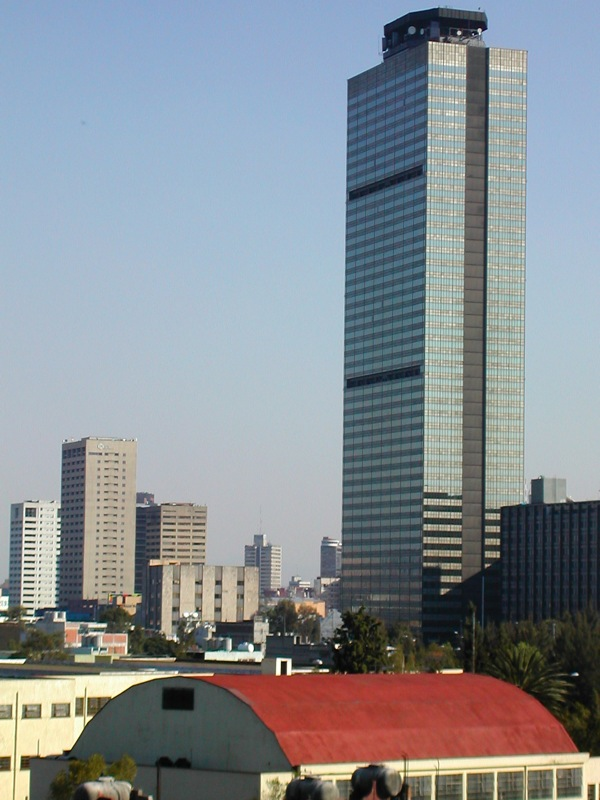
Torre Pemex in Mexiko-Stadt

1935 waren alle Ölunternehmen in Mexiko ausländischen Ursprungs. Die Arbeitsbedingungen für die Arbeiter waren schlecht, da die Gründung von Gewerkschaften durch legale und illegale Maßnahmen verhindert wurde. Trotz Widerstands wurde 1936 die Vereinigung der mexikanischen Arbeiter (Spanisch: Confederación de Trabajadores de México, CTM) gegründet und verfolgte das Projekt eines allgemein gültigen Arbeitsvertrages für die einzelnen Ölunternehmen. Ein Streik wurde geplant, um dem Begehren Nachdruck zu verleihen, aber stattdessen wurde ein Gericht eingeschaltet. Am 18. Dezember urteilte das Schiedsgericht zugunsten der Gewerkschaft und sprach den Arbeitern 26 Millionen Pesos für Lohnausfall während des Streiks zu.
Der mexikanische Präsident Lázaro Cárdenas del Río verstaatlichte die Ölindustrie am 18. März 1938 und monopolisierte die Exploration, Produktion, Raffinierung und den Handel mit Erdöl und Erdgas sowie in der Herstellung und dem Verkauf von petrochemischen Grundstoffen.
Zwischen 1938 und 1971 wuchs Mexikos Ölproduktion um 6 % pro Jahr.
1957 wurde Mexiko ein Nettoimporteur, denn die Binnennachfrage überstieg die heimische Produktion. Später stieg die Produktion bis 1971 durch die Exploration neuer Ölfelder und Erdgasvorkommen in der Nähe der nordöstlichen Grenzstadt Reynosa, aber die Lücke zwischen der Binnennachfrage und der Produktion wurde immer größer.

### Nach der Verstaatlichung
1973 wurde der Höchststand der mexikanischen Ölproduktion aus den frühen zwanziger Jahren mit einer Förderung von 190 Millionen Barrel übertroffen, 1974 informierte das staatliche mexikanische Ölunternehmen PEMEX über Ölfunde in den Bundesstaaten Veracruz, Baja California, Chiapas, und Tabasco.
1976 wurden die nachgewiesenen Ölreserven Mexikos durch Präsident José López Portillo auf 11 Milliarden Barrel beziffert. 1983 stieg diese Zahl auf 72,5 Milliarden Barrel. Portillo beschloss daraufhin, Mexikos Ölproduktion zu steigern und die Ölreserven als Garantie für internationale Kredite, die hauptsächlich für PEMEX bestimmt waren, zu nutzen. Zwischen 1977 und 1980 erhielt PEMEX 12,6 Milliarden US$ an internationalen Krediten, die 37 % der Auslandsverschuldung Mexikos ausmachten. Die Kreditmittel wurden benutzt, um Offshore-Ölplattformen zu bauen und zu betreiben. PEMEX wuchs auch durch den Bau von Onshore-Verarbeitungsbetrieben, durch den Ausbau der Raffinerien und generell durch den Ausbau und die Modernisierung der Förderkapazitäten. Diese Investitionen führten zu einem Anstieg der Ölproduktion von 400 Millionen Barrel im Jahr 1977 auf 1,1 Milliarden Barrel im Jahr 1982. 2007 war die tägliche Ölexportmenge auf 1,756 Millionen Barrel gestiegen.
Mexiko sichert seine Öleinnahmen seit dem Jahr 1990 gegen Preisschwankungen ab. Seit 2005 wurde jedes Jahr Sicherungsgeschäfte getätigt. Während des großen Ölpreisverfalls im Jahr 2009 konnte das Land durch das Wetten auf fallende Preise einen hohen Sondergewinn erzielen.
2013 billigte das mexikanische Parlament die Abschaffung des staatlichen Fördermonopols nach 75 Jahren und die Zulassung privater Ölkonzerne, nachdem die Förderung seit Jahren zurückging und PEMEX die erforderlichen Investitionen zur Erschließung neuer Ölfelder nicht aufbringen konnte. Die Privatisierungspolitik wird seit 2015 allmählich umgesetzt.

## Ölproduktion

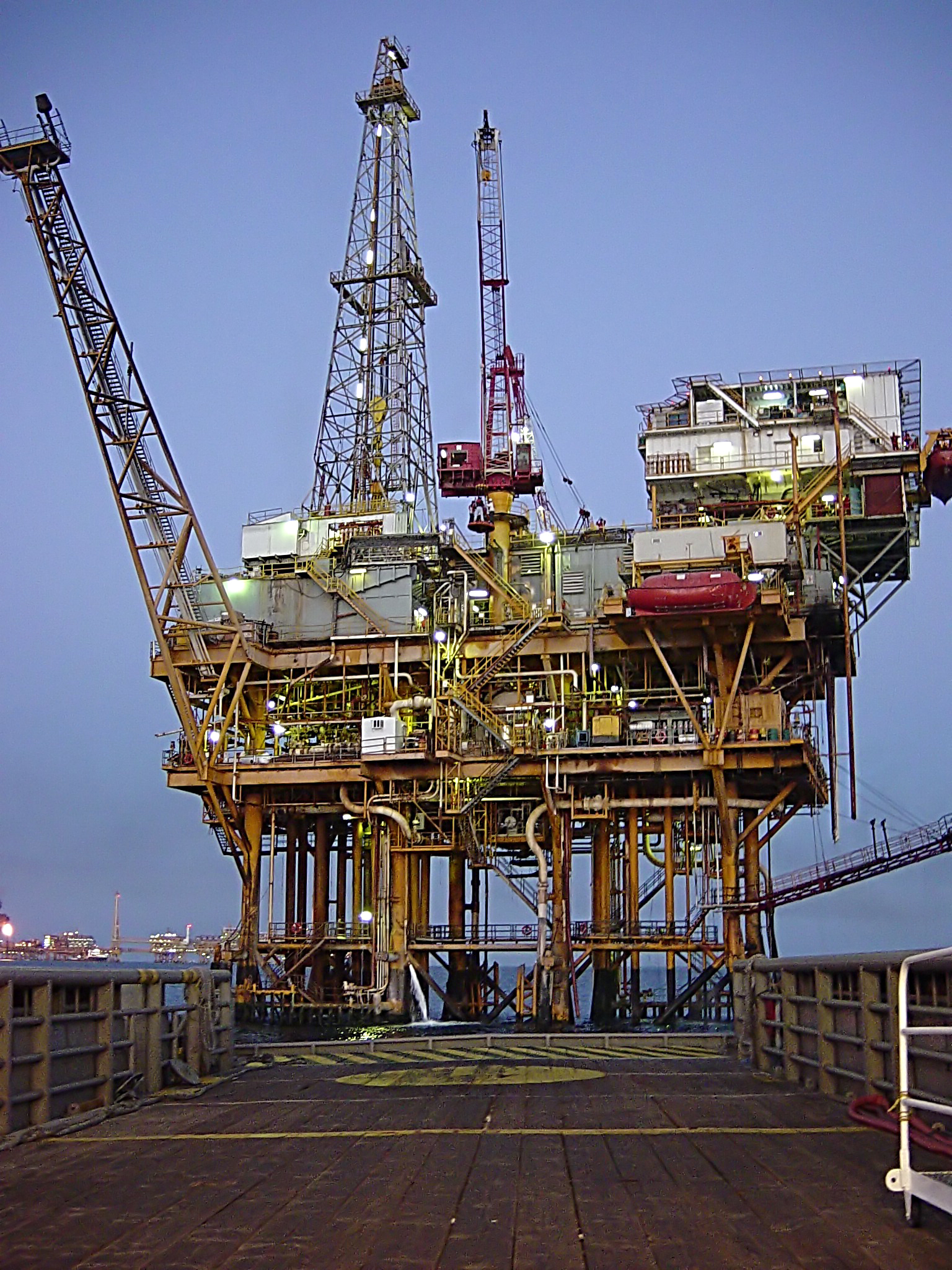
Offshore Plattform im Golf von Mexiko

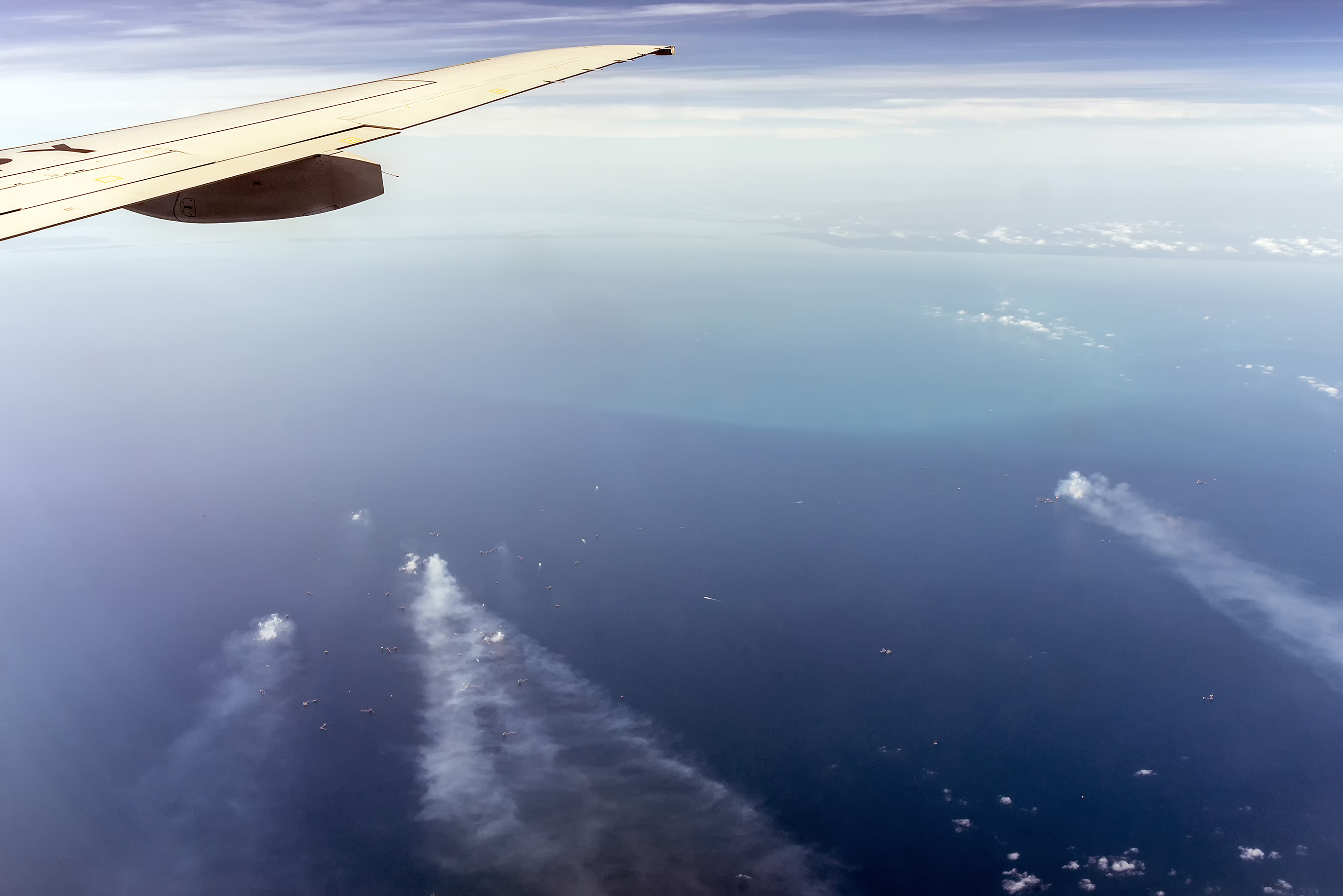
Cantarell

Mexiko produziert drei Sorten Rohöl: heavy Maja-22 (mehr als 50 % der Gesamtproduktion), leichtes Isthmus-34 mit niedrigem Schwefelgehalt (28 % der Produktion) und extreme leichtes Olmeca-39 (20 % der Produktion). Mexiko hat mit 30,8 Milliarden Barrel die zweitgrößten nachgewiesenen Ölreserven der westlichen Hemisphäre (2002). In der westlichen Hemisphäre hat lediglich Venezuela höhere nachgewiesene Ölreserven, Mexiko liegt weltweit an neunter Stelle.
Cantarell war lange Zeit das größte Ölfeld in Mexiko und eines der größten aktiven Ölfelder weltweit. Jedoch wurde der Höhepunkt der Förderung 2003 mit 2,1 Millionen Barrel täglich erreicht und sank bis November 2010 dramatisch auf nur noch 464.000 Barrel. Mehrere Ölfelder wurden im Chicontec-Becken entdeckt, die jedoch überwiegend schweres Rohöl enthalten. Die Erschließung dieser Felder läuft gegenwärtig.
Im Jahr 2002 wurde das Ku-Maloop-Zaap-Ölfeld entdeckt, ursprüngliche Schätzungen gingen von einer maximalen Förderleistung von 800.000 Barrel aus, jedoch produzierte das Feld im August 2010 bereits 832.000 Barrel und ist somit seit 2009 das produktivste mexikanische Ölfeld. Dennoch konnte das Feld den unerwartet starken Rückgang der Förderung aus dem Cantarell-Ölfeld nicht komplett auffangen, deshalb sinkt die mexikanische Ölförderung seit 2004 permanent. Erst durch Zulassung privater Unternehmen wurde eine gewisse Stabilisierung erreicht.
Von 2004 bis 2019 sank die tägliche Fördermenge in Mexiko von 3,4 Millionen auf 1,7 Millionen Barrel pro Tag. 2019 wurde die Entdeckung des Quesqui-Ölfeldes im Bundesstaat Tabasco bekanntgegeben. Mit geschätzten Reserven von 500 Millionen Barrel Rohöl ist es das größte neu entdeckte Ölfeld der letzten 30 Jahre.

## Weiterführende Lektüre
- Energy: Mexico Joins Oil's Big Leagues. In: Time Magazine. 25. Dezember 1978.